# Биологическое бессмертие
Биологическое бессмертие — отсутствие у некоторого биологического вида роста смертности со временем начиная с некоторого возраста (другими словами — ситуация, когда вероятность смерти за единицу времени не увеличивается с возрастом, то есть организмы этого вида не умирают от старости). Однако ни одно существо не является абсолютно бессмертным, так как может быть убито внешними факторами, будь то механическим повреждением жизненно важных органов, ядовитыми веществами, ионизирующей радиацией, ультрафиолетовым облучением, высокой температурой.

## Клетки
Клетку называют бессмертной, если она не имеет предела Хейфлика, то есть не ограничена в количестве делений (для большинства человеческих клеток предел Хейфлика равняется 52).
Под иммортализацией клетки подразумевается процесс подавления апоптоза клетки и, как следствие, неограниченное количество делений при благоприятных условиях обитания. Наиболее известными линиями клеток являются HeLa и клетки Jurkat. Первая линия была получена от больной раком Генриетты Лакс в 1951 году, вторая в 1970 году от мальчика, больного лейкемией. Обе линии воспроизводятся и по сей день. В теле обычного человека существуют два типа бессмертных клеток: стволовые клетки и первичные половые клетки. Разработаны способы получения, без каких-либо генетических манипуляций, условно-иммортализованных клеток, которые могут иметь большое будущее в регенеративной медицине, так как условно-иммортализованные клетки, в отличие от омоложённых клеток — ИПСК — не образуют опухоли.
Понятие бессмертной клетки условно, так как все клетки всё равно гибнут в течение времени. Можно лишь говорить о возраст-зависимой (старение) и возраст-независимой (случайной) смерти клеток в популяции (органе, ткани и т. п.). Таким образом, бессмертной может быть лишь совокупность клеток (тканевая система, культура, штамм, вид…) Неточность термина «бессмертная клетка» понятна из аналогии: для внешнего наблюдателя, следящего за жизнью на Земле, бессмертие человека так же «очевидно», как бессмертие клеток в приведённых выше примерах.

## Многоклеточные организмы
В конце XIX века была выдвинута гипотеза о теоретическом бессмертии гидры, которую пытались научно доказать или опровергнуть на протяжении всего XX века. В 1997 году гипотеза была доказана экспериментальным путём Даниэлем Мартинесом. Эксперимент продолжался порядка четырёх лет и показал отсутствие смертности среди трёх групп гидр вследствие старения. Считается, что бессмертность гидр напрямую связана с их высокой регенерационной способностью. Так, например, если рассечь гидру надвое, то обе части регенерируют до полноценной особи. По этой же причине, вероятно, бессмертны некоторые представители отряда Tricladida. 
Вообще к бессмертным организмам можно отнести все организмы, размножающиеся вегетативным бесполым, а не половым путем. При этом следует отличать бесполое размножение регенерацией как у гидры, планарии или черенка растения от однополого размножения (партеногенеза), которое является особой формой полового размножения. В основе подобного бессмертия лежат механизмы соматического эмбриогенеза и регенерации.
В соответствии с крупнейшей базой данных по старению и продолжительности жизни животных в настоящее время найдено 7 видов практически нестареющих многоклеточных организмов — алеутский морской окунь (Sebastes aleutianus), Европейский протей (Proteus anguinus), американская болотная черепаха (Emydoidea blandingii), черепаха Terrapene carolina, морской ёж Strongylocentrotus franciscanus, моллюск Arctica islandica и сосна остистая межгорная (Pinus longaeva).

## Попытки разработать биологическое бессмертие у людей
Хотя предпосылка о том, что биологическое старение может быть остановлено или отменено, остаётся спорной, проводится ряд исследований по разработке возможных терапевтических вмешательств. Научно-исследовательский фонд SENS поддерживает правдоподобные исследовательские методы, которые могут привести к малозначительному старению у людей.
В течение нескольких десятилетий исследователи также изучали различные формы анабиоза как средства, позволяющего неограниченно продлевать продолжительность жизни млекопитающих. Некоторые учёные высказали поддержку в отношении возможности криоконсервации людей, известной как крионика. Крионика основывается на концепции, согласно которой некоторые люди, считающиеся клинически мёртвыми по современным медико-санитарным стандартам, на самом деле не мертвы в соответствии с теоретико-информационной смертью и в принципе могут быть реанимированы при достаточном техническом прогрессе.
Подобные предложения, связанные с анабиозом, включают химическое сохранение мозга.
В начале 2017 года учёные Гарварда, возглавлявшиеся биологом Дэвидом Синклером, объявили, что они протестировали соединение под названием NAD+ на мышах и успешно изменили процесс клеточного старения, и смогли защитить ДНК от будущих повреждений.

## Бессмертие как движение
В 2012 году в  Соединенных Штатах, Израиле и Нидерландах были созданы трансгуманистические политические партии. Основными целями данных партий являются оказание политической поддержки исследованиям и технологиям продления жизни. Они планируют обеспечить максимально возможный и в то же время наименее разрушительно-социальный переход к радикальному продлению жизни, жизни без старения и, в конечном счете, бессмертию, причем с целью предоставить доступ к подобным технологиям большинству ныне живущих людей. Различными общественными деятелями  проводится сбор и обобщение данных о перспективных фармакологических мишенях и терапевтических стратегиях продления жизни человеку и модельным животным.

## Другие теории биологического бессмертия
Биогеронтолог Мариос Кириазис предположил, что биологическое бессмертие у людей является неизбежным следствием естественной эволюции. Его теория предполагает, что способность достигать неопределенных жизненных циклов присуща биологии человека и что наступит время, когда люди будут продолжать развивать свой интеллект путем бесконечного существования, а не путем естественного отбора.

## Организации, работающие в области достижения биологического бессмертия

### Human Longevity Inc.
Основатель премии X-Prize Питер Диамандис совместно с пионером расшифровки ДНК человека Крейгом Вентером в 2013 году основал компанию Human Longevity Inc. c целью собрать наиболее подробную в мире базу генотипов и фенотипов человека и с применением машинного обучения ИИ найти и разработать новые способы борьбы со старением.
Компания получила 80 млн долларов инвестиций в 2014 году и 220 млн в 2016 году и заключила долгосрочные договоры о сотрудничестве в исследованиях с фармацевтическими компаниями Celgene и AstraZeneca.
Компания предлагает частным лицам услугу под названием «Ядро здоровья», включающую в себя список медицинских тестов. Два ключевых теста — это полное секвенирование ДНК пациента и МРТ. Другие тесты также включают раннюю диагностику рака, на стадиях когда он является излечимым. Остальные тесты включают раннюю диагностику сердечно-сосудистых и других заболеваний, а также тестирование микробиома.
Это комплексное тестирование позволяет клиентам определить болезни и риски для здоровья намного раньше, чем это возможно другими методами. Раннее лечение и изменение образа жизни согласно полученной информации позволяют клиентам увеличить продолжительность жизни.